# Tomosvaryella argentea
Tomosvaryella argentea är en tvåvingeart som först beskrevs av Sack 1935.  Tomosvaryella argentea ingår i släktet Tomosvaryella och familjen ögonflugor. Inga underarter finns listade i Catalogue of Life.